# Carlos Blixen
Carlos Samuel Blixen Abella (Montevidéu, 27 de dezembro de 1936 – 1 de agosto de 2022) foi um basquetebolista uruguaio que integrou a Seleção Uruguaia que conquistou a medalha de bronze disputada nos XVI Jogos Olímpicos de Verão de 1956 realizados em Melbourne, Austrália.

## Morte
Blixen morreu no dia 1 de agosto de 2022, aos 85 anos de idade.